# Agave deserti

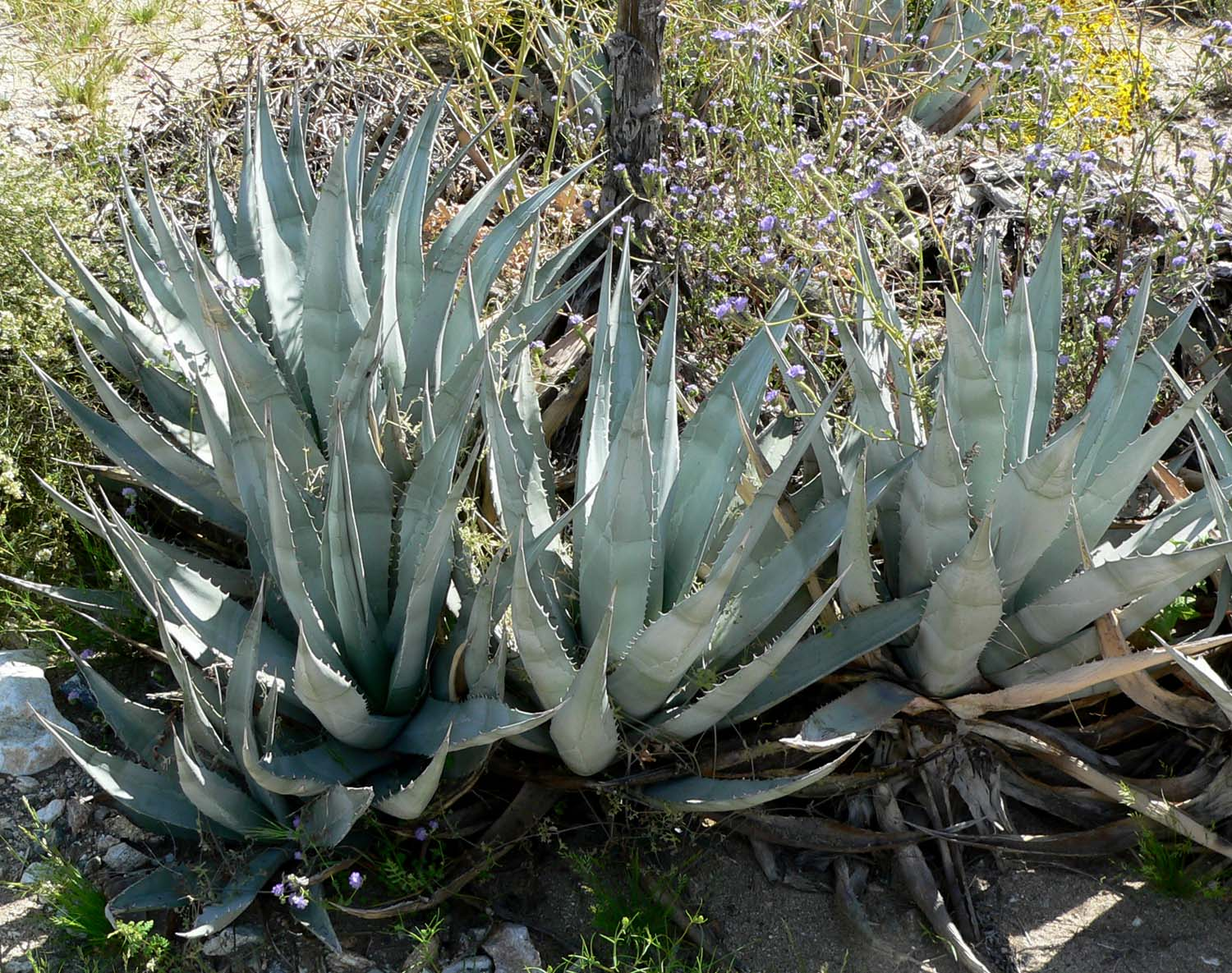
Blattrosetten

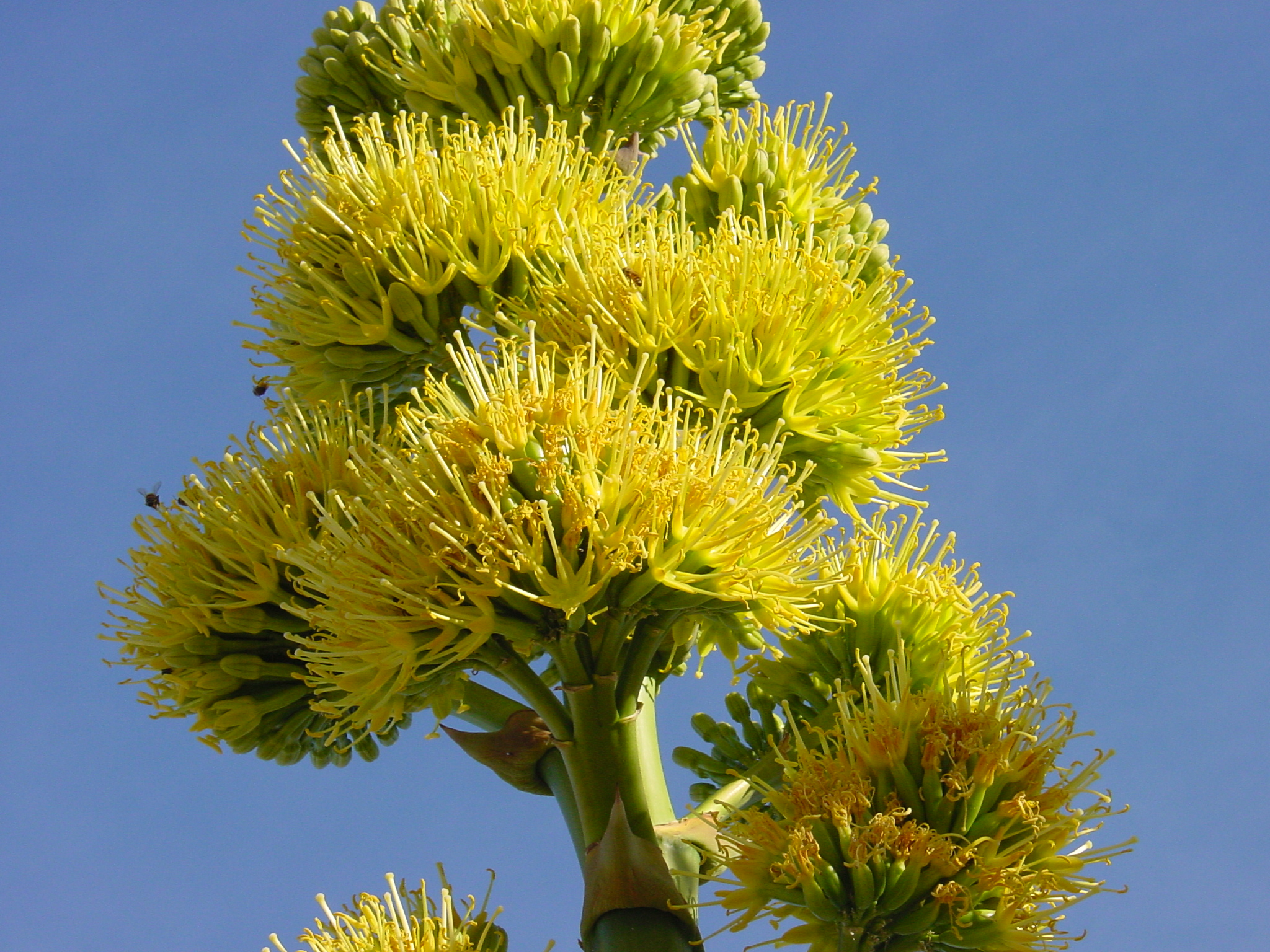
Blütenstand

Agave deserti ist eine Pflanzenart aus der Gattung der Agaven (Agave). Ein englischer Trivialname ist „Desert Agave“.

## Beschreibung
Agave deserti wächst rosettig und bildet spärliche oder zahlreiche Ausläufer. Die Blattrosette erreicht Wuchshöhen von 30 bis 50 Zentimetern und Durchmesser von 40 bis 60 Zentimetern. Die variablen, dicken, starren Laubblätter sind lanzettlich bis linealisch-lanzettlich und über der breiten stängelumfassenden kaum Basis verschmälert. Sie laufen mäßig spitz zu, sind auf der Unterseite konvex und auf der Oberseite konkav. Die grauen bis bläulich-glauken, oft quer gebänderten Blätter sind meist 25 bis 40 Zentimeter lang und 6 bis 8 Zentimeter breit. Die Blattränder sind normalerweise gerade und für gewöhnlich regelmäßig mit lose angehefteten, grauen Randzähnen besetzt, die meist 1,5 bis 3 Zentimeter auseinander stehen und 2 bis 3 Millimeter lang sind. Die Blätter enden in einem starken, hellbraunen bis gräulichen Enddorn von normalerweise 2 bis 4 Zentimeter Länge.
Der 2,5 bis 4 Meter hohe Blütenstand ist rispig. Die 6 bis 15 kleinen Teilblütenstände befinden sich im oberen Fünftel bis oberen Viertel des Blütenstandes. Die Einzelblüten sind 4 bis 6 Zentimeter lang. Ihre gelben Tepalen besitzen gleiche Zipfel von 14 bis 20 Millimeter Länge. Die Blütenröhre ist 4 bis 6 Millimeter lang.
Die Chromosomenzahl ist {\displaystyle 2n=118}.

## Systematik und Verbreitung
Agave deserti ist im Südwesten der Vereinigten Staaten in den Bundesstaaten Kalifornien (nur im Süden) und Arizona sowie in Mexiko in den Bundesstaaten Sonora und Baja California weit verbreitet.
Die Erstbeschreibung wurde 1875 von George Engelmann veröffentlicht. Es werden folgende Unterarten unterschieden:
- Agave deserti subsp. deserti
- Agave deserti subsp. pringlei (Engelm. ex Baker) Gentry
- Agave deserti subsp. simplex Gentry

Agave deserti ein Vertreter der Gruppe Deserticolae. Die Variabilität innerhalb der Populationen im ausgedehnten Verbreitungsgebiet ist sehr hoch. Wendy C. Hodgson und James Lauritz Reveal stuften die Unterarten 2001 daher als Varietäten ein.

## Nachweise

## Weiterführende Literatur
- August J. Breitung: Agave deserti. In: The Agaves. The Cactus & Succulent Journal Yearbook. 1968, S. 85–86.
- Howard Scott Gentry: Agaves of Continental North America. University of Arizona Press, 1982, ISBN 0-8165-0775-9, S. 376–379.
- Thomas Heller: Agaven. Ntv, Münster 2006, ISBN 3-937285-59-8, S. 80–81.
- Mary & Gary Irish: Agaves, yuccas, and related plants. A Gardener’s Guide. Timber Press, 2000, ISBN 0-88192-442-3, S. 115–116, Pl. 14.
- James L. Reveal, Wendy C. Hodgson: Flora of North America Agavaceae. Oxford University Press, 2002, S. 458–459.